# Molophilus (Molophilus) algol
Molophilus (Molophilus) algol is een tweevleugelige uit de familie steltmuggen (Limoniidae). De soort komt voor in het Oriëntaals gebied.